# 谷岡恵里子
谷岡 恵里子（たにおか えりこ、1983年11月16日 - ）は、日本のフリーアナウンサー、タレント。オフィスノーブと業務提携している。

## 略歴
昭和女子大学卒業。2009年4月、千葉テレビ放送（チバテレ）にアナウンサーとして入社。同期入社は中野涼子。入社直後からニュースchibaのキャスターを担当する。『熱血BO-SO TV』では秘書役で登場し、千葉県知事である森田健作と共演するなど、バラエティ番組にも出演していた。
2011年、チバテレ代表として地上デジタル放送推進大使に任命される。
2012年3月、チバテレ退社後フリーアナウンサーになった。その後もしばらくはチバテレのバラエティ番組に出演し、『週刊バイクTV』では自らバイクを運転。前述の『熱血BO-SO TV』出演時よりAKB48と縁があり、AKB48選抜総選挙投票解説のナレーションはこの年から毎年レギュラーで務める。AKB48関連では、2013年にフジテレビ系『AKB48選抜総選挙生放送SP』のナレーション、『AKB48グループじゃんけん大会』アシスタントMC、『AKB48裏ストーリー』（TBS系）ナレーションなど複数を担当する。
2013年10月、制作会社プロデューサーと結婚したことを自身のブログで発表した。
2015年11月、フジテレビ系『指原カイワイズ』に動物と話すアナウンサーとして出演し、共演者のペットからのメッセージを語る。動物と話す能力（いわゆるアニマルセラピー）については、そのノウハウを伝える講座を全国で無料で開きレクチャーしている。
2019年2月2日、第一子の男児を出産したことを4月7日に公式サイトで公表した。

## 出演
- 大人旅スタイル（J:COM）-　ナビゲーター
- インフルエンサーの秘密（フジテレビオンデマンド）-　ナレーター
- お達者ライフ（テレビ東京） - アシスタント
- KinKi　Kidsのブンブブーン（フジテレビ　2016年6月12日)
- 直撃!コロシアム!! ズバッと!TV（TBS　2016年5月16日）
- 解決!ナイナイアンサー（日本テレビ、2016年4月19日）
- 週刊バイクTV（千葉テレビ放送、2012年5月2日 - 2013春頃） - 同局在籍時には出演なし
- 台湾フォルモサ紀行（千葉テレビ放送、2012年7月21日） - 同局在籍時には出演なし
- 東京マラソン2013（フジテレビNEXT、2013年2月24日） - リポーター
- 速報!今日の高校野球（千葉テレビ放送、2013年7月） - アシスタント、同局在籍時には出演なし
- 熱血BO-SO TV（千葉テレビ放送、2012年4月 - 2013年12月） - 不定期出演。肩書きは「熱血秘書」に×印がついたもの→「熱血元秘書」
- ヤバい検事 矢場健〜ヤバケンの暴走捜査〜3（フジテレビ、2014年2月14日） - 浅霧夕美 役
- 女のハローワーク（LaLa TV） - アシスタント
- 指原カイワイズ（フジテレビ、2015年11月19日）
- こんなところにあるあるが。土曜・あるある晩餐会 (テレビ朝日、2017年4月29日)
- クイズプレゼンバラエティー Qさま!!(テレビ朝日、2017年5月22日) - 「各局女子アナがペアで激突! 学力女王タッグでNo.1決定戦スペシャル」に、地方局出身アナウンサー代表として、元秋田放送の伊藤綾子とチームで出演

### AKB48関連
- AKB48 27thシングル 選抜総選挙（2012年） - 投票解説映像のナレーター
- AKB48 チーム4「走れ!ペンギン」MV（2013年）メイキング―ナレーター
- AKB48 32ndシングル 選抜総選挙（2013年） - 投票解説映像のナレーター、『AKB48第5回選抜総選挙 生放送SP』（2013年6月8日、フジテレビ）のナレーター
- AKB48 34thシングル選抜じゃんけん大会（2013年） - 『第4回AKB48じゃんけん大会』（フジテレビ、2013年9月18日）アシスタントMC
- AKB48 37thシングル 選抜総選挙（2014年） - 投票解説映像のナレーター、『AKB48第6回選抜総選挙 生放送SP』（2014年6月7日、フジテレビ）のナレーター
- AKB48裏ストーリー田野優花17歳、涙の理由（TBS系）（2014年）-ナレーター
- AKB48 41stシングル 選抜総選挙（2015年） - 投票解説映像のナレーター
- AKB48裏ストーリー北原里英24歳、アイドルの生き方（TBS系）（2015年）-ナレーター
- AKB48 45thシングル 選抜総選挙（2016年） - 投票解説映像のナレーター
- AKB48裏ストーリー込山榛香17歳新たな希望（TBS系）（2016年）-ナレーター

### テレビドラマ
- 水曜ミステリー9刑事ガザ姫3（2014年6月11日 テレビ東京系）
- 金曜プレステージ ヤバい検事 矢場健〜ヤバケンの暴走捜査〜 浅霧夕美 役(2014年2月　フジテレビ系)
- でたらめヒーロー リポーター役（2013年6月　日本テレビ系）
- あぽやん(2013年2月　TBS系）

### 映画
- L・DK（東映、2014年4月）
- オー!ファーザー (ワーナーブラザーズ、 2014年5月) - ニュースキャスター役

### チバテレ時代
特記がない限りは、全て千葉テレビ放送の番組。
- ニュースChiba・ニュースChiba21（2010年4月 - 2011年3月）
- NEWSチバ600・NEWSチバ930（2010年3月29日 - 2012年3月31日） - 火曜～金曜いずれも隔週担当、2011年10月以降の土曜担当
- 熱血BO-SO TV（2010年4月3日 - 2012年3月31日） - “熱血社長秘書”として毎週出演
- ハピはぴ・モーニング〜ハピモ〜（2011年4月4日 - 2012年3月28日） - 笠井さやかと交代で隔週水曜日担当
- アナ麺!!（2010年10月～2012年3月）
- ブギウギ専務（札幌テレビ放送。チバテレでは2010年11月12日放送） - 第144回「関東PRキャンペーン大作戦2」に出演
- ええじゃないか。（三重テレビ放送。チバテレでは2011年1月21日放送。） - 多田えりかのリリーフ
- カラオケトライアルII（2010年1月24日 - 2011年3月20日） - アシスタント
- 高校野球中継（毎年7月） - 笠井さやかと共に「チバスタ」コーナーに出演
- 統一地方選挙特番（2011年4月10日・4月24日）  - 笠井・川角きみのも出演